# 朱士傑
朱士傑（1900年1月—1990年12月23日），生於中國江蘇蘇州。畫家、美術教育家、中國第一代油畫開拓者之一。1922年，朱士傑與顏文樑、胡粹中創辦了蘇州美術專科學校（後合併並改名為南京藝術學院），在1927年建立蘇州美術館，並曾訪學日本，把包豪斯思想和實用美術帶回中國。朱士傑在蘇州美專創建實用美術系，該專業後來發展成「藝術設計」，並創立中國第一個動畫系專業。朱士傑與顏、胡二人並稱「滄浪三傑」，暱稱「眼烏珠」（顏、胡、朱的吳語諧音）。歷任蘇州美專教務長、教授、西畫系主任、南京藝術學院教授等。朱士傑多才多藝，除繪畫外，對音樂、雕塑和工藝美術等均涉及深，油畫技法兼具古典主義的嚴謹造型和印象主義的浪漫光影。有子朱曜奎，是清華大學美術學院教授。

## 生平
1910年，開始學習繪畫，師從蘇州名畫家沙三春之子沙俊伯。畢業於蘇州省立第二中學。
1912年，朱士傑跟隨畫家顏純生、樊少雲學習國畫兼攻花鳥與山水。
1918年始，朱和顏、胡二人受當時「五·四」運動的影響，崇尚西歐文化，共同研究水彩畫、粉筆畫、油畫，然而當時中國尚無西洋畫顏料和工具出售，凡顏料、畫紙、畫布、畫筆、畫箱等朱士傑都必須自製以試作油畫。朱士傑創作了《柳堤》等的水彩畫和《牛》等油畫。
1920年代，朱士傑曾訪學日本，把包豪斯思想和實用美術帶回中國。
1922年，朱士傑與顏文樑和胡粹中共同創建蘇州美術專科學校。1927年在滄浪亭東側興建羅馬大樓校舍。
1923年，被柳士英邀請參加在上海创办“华海公司建筑部”，其他成員包括王克生、刘敦桢。
1925年，上海發生「五卅慘案」，朱士傑與顏文樑和所有愛國青年一樣，湧向街頭，遊行示威。他們站在景德路舊城隍廟前的旗桿石上，作露天演講。
1927年，朱士傑在顏文樑的支持下在蘇州美術專科學校創建實用美術系，並提出「美術不僅是繪畫藝術也有實用性的一面，而且會越來越擴大」。該專業後來發展成包括平面、立體、空間的「藝術設計」，令美術學院發生結構性的變化也同時增加學生就業率。
1940年，在上海舉辦個人畫展。
1945年，蘇州美專復校滄浪亭。朱士傑仍任油畫教授。
1947年，朱士傑在蘇州美專創立中國第一個動畫系專業。該動畫系成為共和國成立後上海美術電影製片廠的前身，創作了《大鬧天宮》、《小蝌蚪找媽媽》等經典動畫片。
1952年，蘇州美專在高等院校院系調整中併入華東藝專，朱士傑任教授。
1954年，華東藝專遷寧更名為南京藝術學院，朱士傑任南京藝術學院教授。在南京，受省裡的有關部門的重托，朱士傑塑造了巨型的焦裕祿像，以及長江大橋上的浮雕設計。
1956年，作《烈士墓》、《雁蕩山》等油畫。
1958年，作《飛雪》、《玄武之春》等油畫。
1959年，作《鬱鬱蔥蔥》、《畫室》、《醉》、《劍池》等油畫。
1960年，在南京藝術學院舉辦個人畫展。選為江蘇省文教群英會代表。
1962年，作《撒網》、《長橋臥波》、《琅琊山》等油畫。在江蘇省美術館舉辦《朱士傑風景畫展》。
1974年，作《大橋》、《圍漁》等油畫。
1977年，作《井岡山》、《長城》、《寒林夕照》等油畫。
1980年，作《江南農夫》、《晚歸》、《秋色》等油畫。在江蘇美術館舉辦個人畫展。《撒網》、《大橋夜景》等五幅作品由省美術館收藏。同年在蘇州市舉辦畫展。
1981年，作《靈谷秋色》、《淡月》、《假日》、《黃山雲松》等油畫。
1982年，作《松林同春》、《葡萄》、《漁》、《滄浪亭》等油畫。
1983年，作《秋林深處》、《瑞雪》、《櫻桃》等油畫。 
1984年，作《雪霽》、《松林煙雨》等油畫。
1985年，在北京中國美術館舉辦《朱士傑》畫展。作品《井岡山》、《雁蕩山頭岩》、《翠谷》等九件由中國美術館收藏。
1990年春，籍朱士傑九十歲壽辰，江蘇省美術館舉行祝壽大會，舉辦朱士傑的個人畫展。
1992年，朱士傑九十歲高齡與世長辭，歸葬於姑蘇新麓山前。朱士傑夫人章雪英攜子女朱曜庚、朱曜奎、朱敏明遵照朱士傑生前遺願，把生平四十多幅作品交由蘇州美術館保存，蘇州美術館特設紀念廳陳列。

## 創辦蘇州美專

### 創校伊始

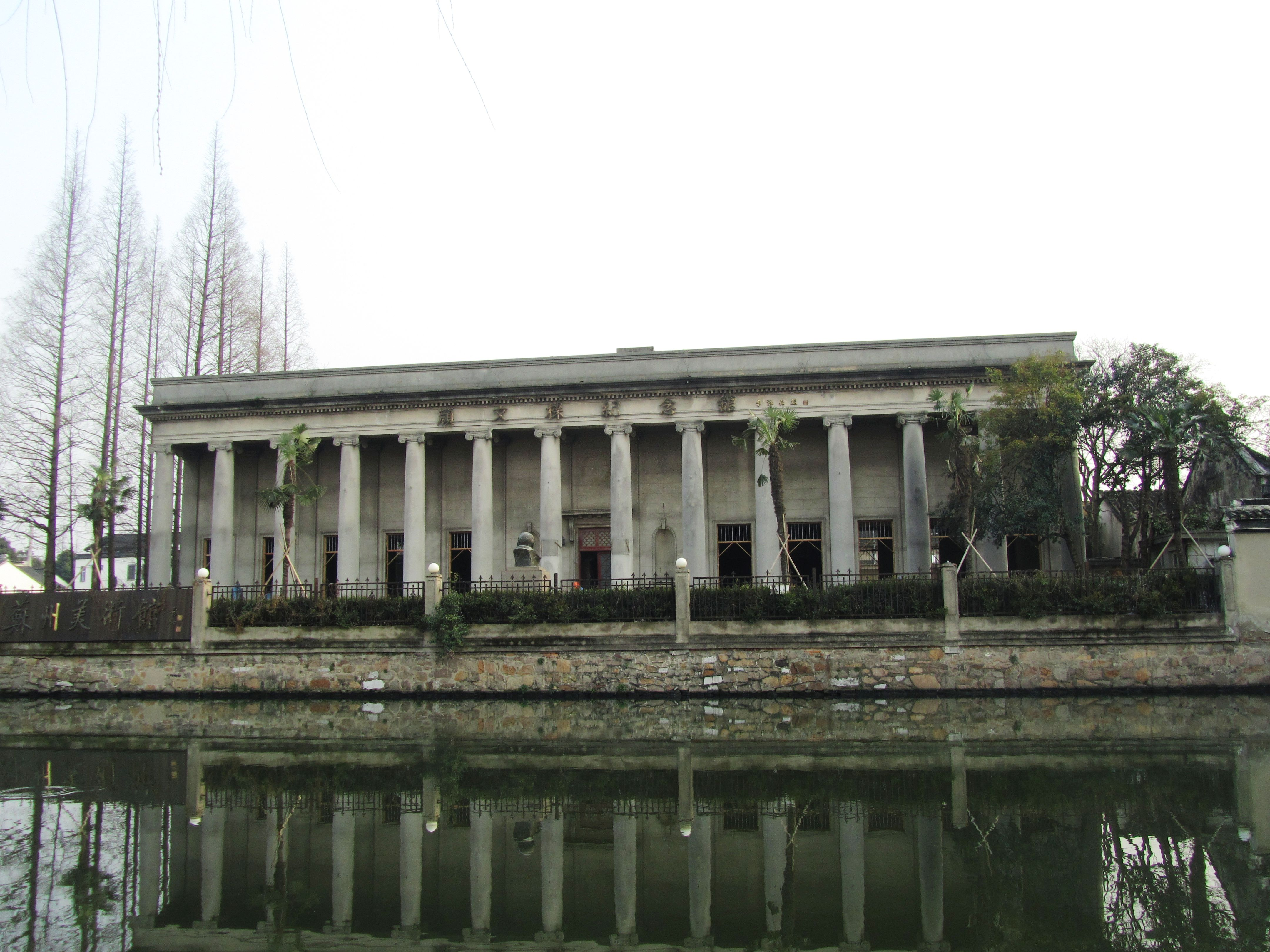
蘇州美術專科學校舊址

1922年，朱士傑與顏文樑和胡粹中共同創建蘇州美術專科學校。那時顏是三十歲，而胡與朱則均是二十三歲的青年。除了他們三位之外，還請了一個文學教師金東雷。學校草創伊始，因陋就簡，經費困難，教職員皆不取酬。 後來，蘇州美術專科學校由當地士紳出資，移至蘇州滄浪亭旁，門前一泓流水，環境優美。校舍是羅馬式建築，在古老的蘇州，觀感一新，氣象不凡。
蘇州美專設有中西畫系，並附設實用藝術，各系設有研究生學位，以備畢業學生繼續深造。素描室置有大小石膏像百餘座，均由顏文樑校長親自向法國訂來，成為中國最引人稱道的美術學府。師資優秀，俱為一時俊彥，教西畫如朱士傑、黃覺寺、胡粹中；中畫工筆禽鳥走獸蔡震淵，山水朱疇禹，人物顏元，後來有沈壽鵬任教。顏文樑也教油畫和透視學。徐悲鴻、孫伏園、鄭午昌、章太炎等都請去講過學。蘇州美專為中國培養了一批具有大作為的大畫家，美術家，學生遍佈海內外。
至1936年，學校整個校舍面積已達70餘畝。滄浪亭西部房屋為古典式園林建築，有明道堂（大禮堂）、清香館、滄浪亭、面水軒（會議室）、藕花小榭、翠玲瓏、聞妙香室、見心書屋、瑤華境界、釣魚台、看山樓、印心石屋等，分為辦公、宿舍和讀書休息之地。內部各處均為迴廊相通，外則荷池環繞。東部即是3層50間教室的希臘式宏偉建築。

### 抗戰時期
1937年，抗日戰爭爆發，學校西遷吳江同里鎮，再遷浙江菱湖袁家匯，浙江將淪陷，學校準備大小二船，滿載設備和師生，再行西遷。不意大船出不了閘門，其中有顏校長和朱士傑等，顏、朱等只好舍舟登陸，折回寧波，再由寧波返滬。
避難上海的蘇州美專，如秋之一葉飄蕩在大海，按朱士傑的說法，「美專遷滬之後就改成了畫室」，向卡德路滬光中學租借一間教室作為學生習作之用。此時的教師只有兩個人，那就是顏文樑和朱士傑。學生餘30人。顏，朱二人仍然不取薪水，百般矛盾中，掙扎著繼續艱辛辦學。至秋天，遷至四川中路企業大樓7樓繼續開辦蘇州美專上海分校，學生增至40人。此時物價飛漲，所收學費也只是像徵性的，連房租也抵不過的，二人均拿出往年的積蓄。
此時，時任上海興亞會會長的日本人松村雄藏以關心辦學為名，予以誘脅。朱士傑等不從，不得已，為縮小影響，取消分校，名為畫室。學生畢業，僅學校開一證明，不發畢業文憑，因文憑必須送偽教育局蓋章。

### 實用美術
朱士杰约在1920年代曾造访日本，考察美术院校课程设置，并认识到包豪斯思想和实用美术，其后与颜文樑开创了中国国内实用美术系的先河。
朱士杰《自传》中，记录道：「一九三四年（注：应为1933年），美专创办实用美术系，因为我对该课最熟悉，不得不担任了该系主任（因为我素来不喜欢担任行政工作），又增加了制版印刷的理论和技法知识。」
除了培養繪畫人才，蘇州美專也聚焦社會需要，在課程中強調「貫徹教育聯繫生產實際，培養社會需要的有用人才」。因此，朱士傑在1927年增設實用美術科，建立了印刷、鑄字、製版、攝影工場，可謂是中國設計藝術的先導。
此外，美專還創立了動畫科，為我國培養了第一代動畫人才，包括動畫導演和美術設計師錢家駿。共和國建國後，蘇州美專動畫科併入北京電影學院。
朱士傑認為，美術不應只限於繪畫，美術也不只是畫室裡面的事情，更不只是畫家做的事情，美術到處可用，服裝、陶瓷、攝影、金銀飾物、出版物、建築、包裝、家具等。

### 校刊《藝浪》
1933年，蘇州美專開始出版並排版影刷美專校刊《藝浪》，選刊教師和學生的作品及中外名畫。在此之前，學校曾出版《滄浪美》校刊三期。

### 合併為華東藝專
1952年，適逢蘇州美術專科學校建校三十週年，正當全校師生沉浸在校慶的喜悅之中時，全國高等院校進行院系調整，並根據中央政府文化部的決定，蘇州美術專科學校、上海美術專科學校與山東大學藝術系合併組建為華東藝術專科學校，校址設在無錫市。

## 蘇州賽畫會
顏文樑於1932年的《十年回顧》中說道：「民國八年，國內藝術事業，尚寂然無聞……發起第一屆畫賽會於蘇州舊皇宮，樹國內美術展覽會之先聲。規模草草，一切精心製作，出品陳列櫃，未致完善，而社會異常注意，頗受觀者之歡迎，故是會之結果，雖未滿滿發起人之初意，而藝術之印象，已成深入社會人士之心目中矣……其後與辦蘇州暑期圖畫學校與蘇州美術會，先後成績，俱頗足觀，而我蘇州美術學校，實即於此處進狀態中，早具替代，至民國十一年九月，始於滄浪亭產生成立。」

## 作品

### 藝術風格
忙碌的教學事務之餘，朱士傑亦勤奮創作。朱士傑除了經常在故鄉一帶作畫外，多次到江、浙、陝等省風景區寫生作畫。 朱士傑幾十年間創作了大量油畫作品。其中大批作品由台灣私人收藏家收藏。
作為中國近代美術的先行者，沒有系統地接受過油畫訓練，也許僅此一例。朱士傑的油畫題材以風景和景物為主。他的風景畫，樸實細緻，雅麗，富有濃郁的鄉土氣息。作品有韻味，有意境，不僅具有濃厚的民族氣息，且兼備鮮明的地方特色，形成了他獨特的藝術風格。朱士傑在油畫技法上既吸收古典主義的嚴格，重於結構，又吸收印象主義的用光技巧，富於色彩。其畫細而不膩，美而不俗。朱士傑早年學習法國印象派的畫法基礎，但不為西方油畫的畫法所局限，強調的是中國油畫的意境與氣氛的營造。
周正在《永存的記憶》一文中寫到，「他的畫就像滄浪亭上對聯寫的那樣，『清風明月本無價，遠山近水皆有情』。有情知望鄉，誰能鬢不變，在動盪和忙碌中，先生在作畫中尋找自己平靜與超然的心態。通過作品，我能感受到此間有真意，欲辯已忘言。畫是無聲的詩，畫境即詩景，文化基因刻寫著傳統的密碼，流淌在先生的血脈裡，先生的油畫從骨子裡透出中國人的氣質，有一種內美，要你仔細去品味，肝膽向誰是，平生唯畫知。畫的本質是心靈的外化，是靈魂的鏡子，只有真正卓越的人，才可能畫出具有審美價值的作品。」

### 留世作品
中國美術館收藏了朱士傑的《井岡山》、《洞庭船埠》、《晚歸》等九件作品。
江蘇省美術館收藏了他《撒網》、《長橋臥波》、《大橋夜景》等五幅作品。 《撒網》一畫表現的是漁船在湖上作業的風情，以景抒情。畫面上，那寬闊的湖面深遠浩渺，雲層裡透出閃爍的霞光，倒映在水上，波光鄰鄰；漁網撒向湖中，動勢和造型結合巧妙，有疏有密。在灰紫微黃的對比色調中，漁網的邊緣與霞光的明暗組成了相映成趣的魅力。
蘇州美術館收藏了他《瑞光晨霧》、《虎丘劍池》、《洞庭東山》等四十多幅作品。
1987年8月由上海人民美術出版社出版了《朱士傑畫選》。
朱士傑曾創作多座雕塑，如在上海為抗日英烈謝晉元團長雕塑銅像以及「人民公僕」焦裕祿雕塑。
朱士傑大量的作品由台湾私人藏家收藏。

## 家庭
朱士傑於抗戰期間在上海與前任妻子離婚，抗戰勝利之時，遇見章雪英，情投意合，組織了家庭。回蘇州後一段短暫的時光，百事待舉，朱士傑一家暫住在滄浪亭的「翠玲瓏」。
朱士傑的兒子朱曜奎是清華大學美術學院教授。中央美術學院教授、著名雕塑家錢邵武則是朱士傑的外甥。
朱士杰原配汪氏弃他即两个儿子而去，万念俱灰之中，女学生章雪英不仅给予劝慰，也给了朱士杰和两个儿子一个家。章雪英用「自爱、自尊、自强、自主、自力、自控、自信」，「七自」鼓励年幼失母的朱曜奎，让其重新振作。

## 評價
創辦蘇州美專之外，朱士傑六十多年來一貫堅持專業，辛勤教學，為中國培養了大量美術人材，對中國的美術教育的貢獻卓越。他的學生遍布海內外，可謂桃李滿天下。
在蘇州美專草創伊始，起步艱難之際，朱士傑授課不取報酬，並把個人的賣畫收入奉獻給學校。1931年顏文樑從法國不辭勞苦購來的五百餘件石膏像由於路途遙遠，幾經周折，受損三百餘件，皆由朱士傑親自一件件修補完整，費盡心血。在教學創作上，他更是潛心研究，精益求精。油畫的教育在當時的中國才剛剛起步，根本無處購買顏料、筆等基本工具。朱士傑靠著自己長期摸索，積累經驗，嘗試研製和調配油畫顏料，以讓自己及學生作畫。

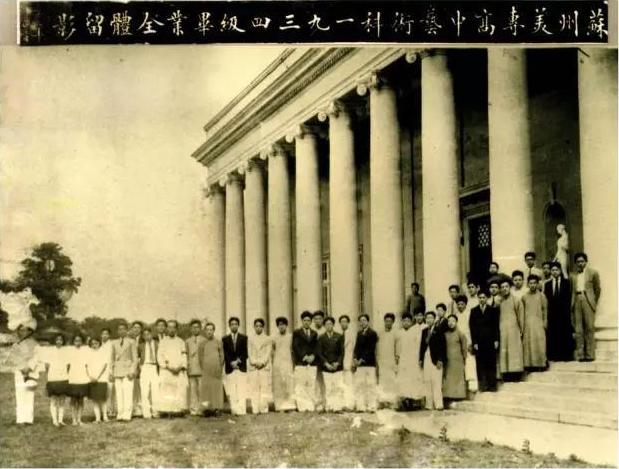
蘇州美專1934級畢業照

朱士傑不僅精於油畫，而且對音樂、攝影、雕塑和工藝美術也有研究。1929年蘇州美專建立攝影學會和音樂學會，均由朱士傑任指導老師。他又為胡粹中塑像，栩栩如生，胡粹中以水彩畫《滄浪水清》報之，成為藝林美談。 據說，朱士傑和顏文樑同是音樂愛好者，經常在傍晚時分與學生聚集在大樓前的草坪上，唱顏文樑自編的歌曲，顏文樑吹喇叭，朱士傑以單簧管伴奏。
朱士傑的學生周正在《永存的記憶》一文中寫到，「記得有一學期當我在籌措學費是遇到困難， 未能按時交納學費，按校方規定將被迫停學之時，先生讓我住在他家裡，和朱曜奎一起睡，並通過勤工儉學，終於湊齊了繳學費，方得繼續就讀，先生全家代我如父母，真是恩同再造。先生是捧著一顆心來，不帶半根草去，令人不勝唏噓的是南藝的這次相見竟成了最後的訣別。」
劉汝醴寫道：「先生靜默寡言，潔身自愛。不以藝術謀利。除了和少數幾個知己朋友切磋藝事之外，不事交際。不喜歡拋頭露面，因此沒有被目為時髦畫家。他一生傾其全力於藝術教育和藝術創作，保持著忠誠於事業的藝術家的本色。」

## 學生
朱士傑主張將西方美術中的素描速寫、色彩寫生、透視學解剖學引入教學，是對中國寫實畫的貢獻。
朱士傑一生作育英才，其學生包括董希文、李宗津、周正、陆传纹、劉汝醴、楊之光、莫樸、趙宗藻、馮一鳴、羅爾純、楊淑卿、王克慶、盧沉、徐永祥、朱穎人、张功慤、舒傳熹、吳勞、張世簡、蔡誠秀、于長弓、俞云階、陸國英、 顧維群、錢家駿、陸永安、杨之光、雷震、尢玉淇、朱懷新、朱寒汀。